# Штеце
Штеце (њем. Stoetze) општина је у њемачкој савезној држави Доња Саксонија. Једно је од 29 општинских средишта округа Илцен. Према процјени из 2010. у општини је живјело 680 становника. Посједује регионалну шифру (AGS) 3360022.

## Географски и демографски подаци
Штеце се налази у савезној држави Доња Саксонија у округу Илцен. Општина се налази на надморској висини од 74 метра. Површина општине износи 38,0 km². У самом мјесту је, према процјени из 2010. године, живјело 680 становника. Просјечна густина становништва износи 18 становника/km².